# 斯洛維尼亞高速公路

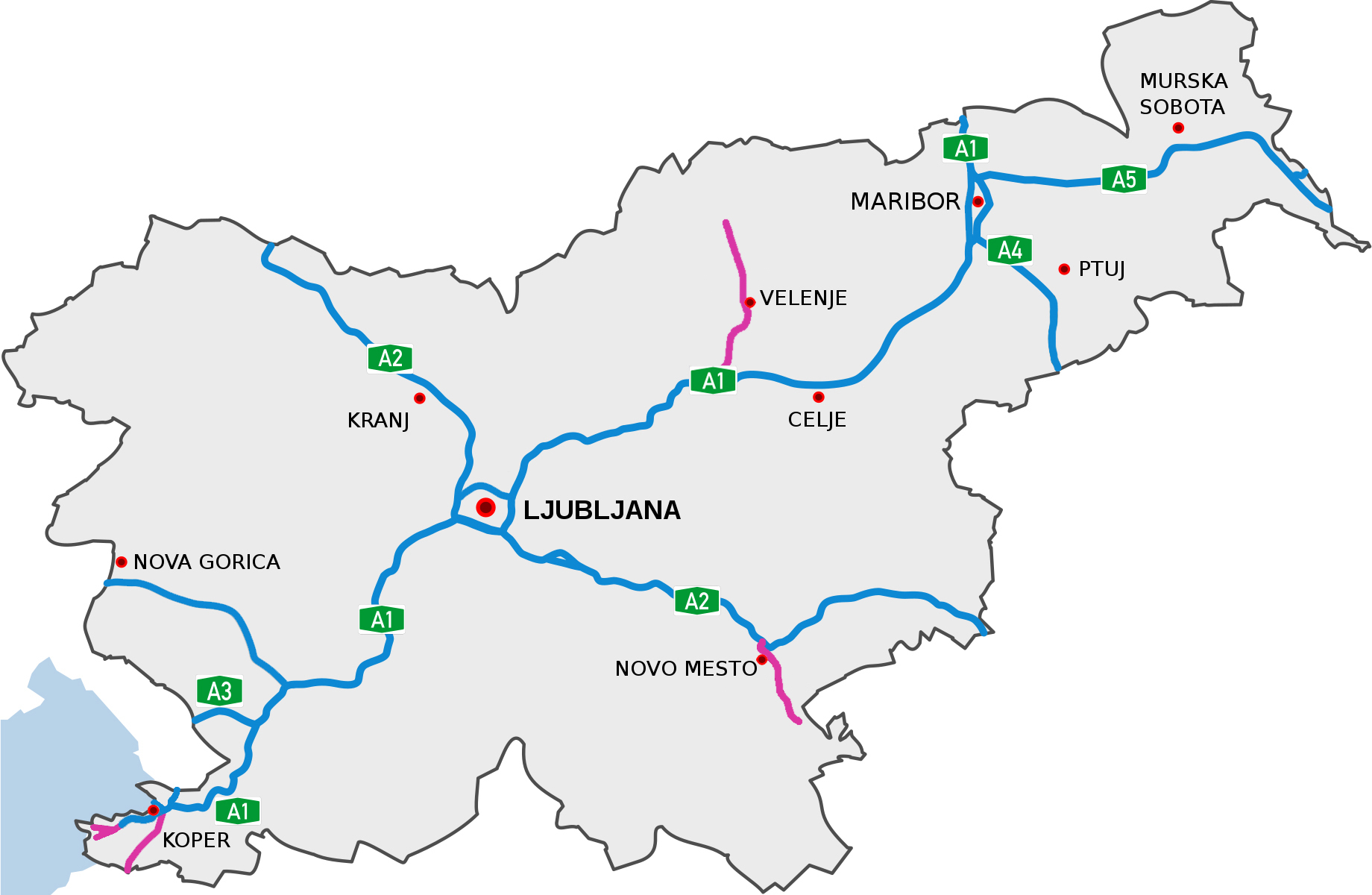
Motorways in Slovenia in 2020

斯洛維尼亞的高速公路是斯洛維尼亞的中央國道，分為汽車公路（斯洛文尼亞語：avtocesta，AC）和快速公路（hitra cesta，HC）。汽車公路是雙車道，限速為每小時 130 公里（81 英里/小時）。他們在義大利、克羅埃西亞和附近的其他國家都有綠底白字的路標。快速公路是二級公路，也是雙車道，通常沒有硬路肩。它們的限速為每小時110公里（68 英里/小時），並有藍底白字的路標。
斯洛維尼亞的高速公路和附屬結構由成立於1994年的斯洛文尼亞共和國國有高速公路公司（Družba za avtoceste v Republiki Sloveniji，縮寫DARS）管理。截至2011年 1 月，DARS 管理和維護544.3公里的汽車公路，快速公路73.3公里，通路161公里，休息區27公里。自 2008 年 6 月 1 日起，斯洛文尼亞的高速公路用戶必須購買小插圖：提供 7 天、1 個月和年度通行證。

## 外部連結
- DARS Homepage （页面存档备份，存于）
- Latest map link - DARS （页面存档备份，存于）
- Motorways-exits and descriptions of Slovenian highways （页面存档备份，存于）